# James E. Broome

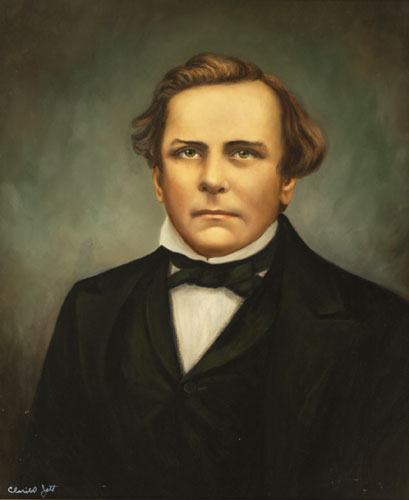
James E. Broome

James Emilius Broome, född 15 december 1808 i South Carolina, död 23 november 1883 i DeLand, Florida, var en amerikansk demokratisk politiker. Han var den tredje guvernören i delstaten Florida 1853-1857.
Broome flyttade 1837 till Floridaterritoriet. Han var en betydande plantageägare. Han var gift fem gånger.
Broome efterträdde 1853 Thomas Brown som guvernör i Florida. Whigpartiet kontrollerade delstatens lagstiftande församling och demokraten Broome använde sin vetorätt så många gånger att han blev känd som "The Veto Governor". Han efterträddes 1857 av Madison S. Perry. Broome stödde starkt Amerikas konfedererade stater i amerikanska inbördeskriget.